# Josepa Carlota de Bèlgica
Josefina Carlota de Bèlgica, gran duquessa de Luxemburg (Laken, 1927 - Castell de Fëschbech 2005). Princesa de Bèlgica amb el tractament d'altesa reial.
Va néixer al Palau de Stuyvenberg el dia 11 d'octubre de 1927, filla del rei dels belgues Leopold III i d'Àstrid de Suècia. Va ser batejada amb el nom de Joséphine-Charlotte Ingeborg Elisabeth Marie-José Marguerite Astrid.
L'any 1935, quan Josepa Carlota tenia vuit anys la mare va morir en un accident de trànsit a Suïssa. Va tenir l'educació primària privada al Castell de Laken i de 1940 a 1942 en un pensionat catòlic «Pensionat de la Vierge fidèle» a Brussel·les. L'any 1940, amb l'ocupació nacionalsocialista de Bèlgica, tota la família va romandre sota arrest domiciliari.
Deportada a Alemany, via Àustria el 1945 van arribar a Ginebra a Suïssa. Després de l'alliberament de l'any 1945, hi va haver-hi grans aldarulls i manta gent s'oposava al retorn del rei, a qui retreien la seva proximitat amb el règim nazi i la frívola vida amorosa durant la guerra. Josepa Carlota assistí a classes de psicologia a la Universitat de Ginebra. Durant l'exili suís, va estudiar a École des Jeunes Filles. En un clima prevolucionari, la «qüestió reial» va moure el país de 1946 a 1951. Malgrat una majoria (57,68%) en pro al retorn al referèndum del 1946, la situació no es va pas calmar. Quan el 30 de juliol de 1950 quatre manifestants antileopoldistes van morir a Grâce-Berleur per les bales la gendarmeria (l'equivalent de la guàrdia civil a Espanya), l'endemà el pare de Josefina va abdicar i cedir el tron al germà petit Balduí, com que les dones encara eren excloses de la successió.
Quan la família reial va tornar a Bèlgica, es va dedicar al benestar social i a les arts. El 9 d'abril de 1953 es va casar amb el gran duc hereu Joan de Luxemburg, fill del príncep Fèlix de Borbó-Parma i de la gran duquessa Carlota I de Luxemburg. A més de les obligacions de representació degudes al seu casament, va continuar ocupar-se de cultura i el benestar social. Des de 1959 i fins a 1970 fou presidenta de les Joventuts de la Creu Roja luxemburguesa. Des de 1964 i fins a la seva mort fou presidenta de la Creu Roja. S'interessava també per a l'horticultura i la jardineria així com per l'esquí, la cacera i els esports aquàtics.
Josepa Carlota va morir l'any 2005 a conseqüència d'un càncer de pulmons que patia des de feia molts anys.

## Descendència
Amb Joan de Luxemburg va tenir cinc fills.
- Maria Àstrid de Luxemburg, nascuda al castell de Betzdorf el 1954. Es casà el 1982 amb l'arxiduc Carles Cristià d'Àustria.
- Enric I de Luxemburg, nat al castell de Betzdorf el 1955. L'any 1981 es casà amb Maria Teresa Mestre.
- Joan de Luxemburg, nat al castell de Betzdorf el 1957. Es casà amb Hélène Vestur l'any 1987.
- Margarida de Luxemburg, nada al castell de Betzdorf el 1957. Es casà amb el príncep Nicolau de Liechtenstein.
- Guillem de Luxemburg, nat al castell de Betzdorf el 1963. Es casà el 1994 amb Sibil·la Weiller, besneta del rei Alfons XIII d'Espanya.